# Molophilus (Molophilus) spinosissimus
Molophilus (Molophilus) spinosissimus is een tweevleugelige uit de familie steltmuggen (Limoniidae). De soort komt voor in het Oriëntaals gebied.